# TeamSpeak
TeamSpeak е софтуер за гласова комуникация през Интернет използващ VoIP технология. Поддържа конферентни разговори които се оформят като отделни чат канали.
Програмата е създадена с оглед нуждите на геймърите и позволява потребителите да комуникират по време на самата игра. Това дава възможност на играчите да координират действията си чрез гласова комуникация при което ръцете им остават свободни за устройствата за игрално управление (джойстик, клавиатура, мишка и т.н.).